# ماريا إليزابيث النمساوية (حاكمة هولندا)
الأرشيدوقة ماريا إليزابيث النمساوية (الألمانية:Maria Elisabeth von Österreich؛ 13 ديسمبر 1680 - 26 أغسطس 1741) كانت حاكمة هولندا منذ أواخر 1725 حتى وفاتها في 1741، ماريا إليزابيث هي الابنة الكبرى لإمبراطور ليوبولد الأول وزوجته الثالثة إليونوره ماغدالينه من بالاتينات-نيوبورغ؛ تمكنت من الحصول على تعليم جيد وأيضًا كانت تتحدث بطلاقة اللاتينية والألمانية والفرنسية والإيطالية، ولم تتزوج قط.
وُصفت ماريا إليزابيث بأنها مسؤولة وحاكمة قوية ذات شعبية في المنطقة، ولكن سياساتها المستقلة لم تكن موضع تقدير دائم في فيينا، استطاعت على مضمضة تعليق عمل شركة أوستند في 1727، وإغلاقها في 1731.
توفيت الأرشيدوقة ماريا إليزابيث في 29 أغسطس 1741 في بروكسل مع بداية عهد الإمبراطورة ماريا تيريزا، دفنت أولًا في بروكسل ولكن مع نهاية الحرب نقل رفاتها إلى السرداب الإمبراطوري في 1749 ودفنت جانب شقيقها الإمبراطور كارل السادس.

## جوائز
حصلت على جوائز منها:
- Order of the Starry Cross [الإنجليزية]‏.